# KSnapshot
KSnapshot és un programa de captures de pantalla per a l'entorn d'escriptori KDE creat per Richard J. Moore, Matthias Ettrich i Aaron J. Seigo usant les llibreries Qt i el llenguatge C++.
KSnapshot permet als usuaris prendre captures de la pantalla sencera, d'una porció de pantalla o d'una finestra. Llavors els usuaris poden triar entre desar la captura o imprimir-la directament.
Una aplicació equivalent per a l'entorn d'escriptori GNOME és gnome-screenshot.